# Оншомп
Оншомп (фр. Anchamps) насеље је и општина у североисточној Француској у региону Шампањ-Арден, у департману Ардени која припада префектури Шарлвил Мезјер.
По подацима из 2011. године у општини је живело 230 становника, а густина насељености је износила 101,77 становника/km². Општина се простире на површини од 2,26 km². Налази се на средњој надморској висини од 140 метара.

## Демографија
| 1962. | 1968. | 1975. | 1982. | 1990. | 1999. | 2011. |
| ----- | ----- | ----- | ----- | ----- | ----- | ----- |
| 174   | 182   | 177   | 199   | 204   | 192   | 230   |

График промене броја становника у току последњих година